# Radulinus boleoides
Radulinus boleoides är en fiskart som beskrevs av Gilbert, 1898. Radulinus boleoides ingår i släktet Radulinus och familjen simpor. Inga underarter finns listade i Catalogue of Life.